# 文本分割
文本分割（Text segmentation）将书面文本分割成有意义单位的过程，如单词、句子或主题。这个术语既适用于人类阅读文本时的心理过程，也适用于在计算机中实现的人工过程，后者属于自然语言处理的领域。一些书面语言有明确的单词分界标记，例如英语的词之间有空格标识，阿拉伯语有独特的首、中、末字母形状，但这种标记不是所有书面语言都有。

## 分割问题

### 分词
分词（Word segmentation）是将一串书面语言分成其组成词的问题。中文分词指的是使用计算机自动对中文文本进行词语的切分，即像英文那样使得中文句子中的词之间有空格以标识。中文分词被认为是中文自然语言处理中的一个最基本的环节。
Unicode联盟已经发表了一个关于文本分割的标准附件。

### 意图分割
意图分割（Intent segmentation）是将书面语言分割为关键词（2个或2个以上的词组）的问题。

## 外部連結
- 中央研究院資訊科學所詞庫小組的中文斷詞系統 （页面存档备份，存于）
- 卓騰語言科技 - 基於句法規則的中文斷詞系統 (同時完成 POS 和 NER 標記) （页面存档备份，存于）
- 基于机器学习的智慧塔中文分词系统